# Вілкопедзе
Вілкопедзе (пол. Wiłkopedzie) — село в Польщі, у гміні Пунськ Сейненського повіту Підляського воєводства.
Населення — 81 особа (2011).

## Демографія
Демографічна структура станом на 31 березня 2011 року:
|          | Загалом | Допрацездатний вік | Працездатний вік | Постпрацездатний вік |
| -------- | ------- | ------------------ | ---------------- | -------------------- |
| Чоловіки | 40      | 12                 | 24               | 4                    |
| Жінки    | 41      | 12                 | 22               | 7                    |
| Разом    | 81      | 24                 | 46               | 11                   |